# Actaea rufopunctata
Actaea rufopunctata är en kräftdjursart. Actaea rufopunctata ingår i släktet Actaea och familjen Xanthidae.

## Underarter
Arten delas in i följande underarter:
- A. r. rufopunctata
- A. r. nodosa